# Łebedynyj Bobryk
Łebedynyj Bobryk (ukr. Лебединий Бобрик) – wieś na Ukrainie, w obwodzie sumskim, w rejonie sumskim, w hromadzie Łebedyn. W 2001 liczyła 909 mieszkańców, spośród których 887 wskazało jako ojczysty język ukraiński, 18 rosyjski, 1 bułgarski, 2 białoruski, a 1 inny.
Do 2024 roku miejscowość nosiła nazwę Moskowśkyj Bobryk (ukr. Московський Бобрик).